# Brasura evaginata
Brasura evaginata är en insektsart som beskrevs av Nielson 1991. Brasura evaginata ingår i släktet Brasura och familjen dvärgstritar. Inga underarter finns listade i Catalogue of Life.